# Base aérienne de Shindand
La base aérienne de Shindand (code OACI : OASD) est située dans la partie ouest de l'Afghanistan, dans la province de Hérat, à une dizaine de kilomètres au nord-ouest de la ville de Sabzwar. L'aéroport dispose d'une piste en béton. Une route en asphalte assure l'interconnexion avec l'autoroute reliant Farah à Herat.
Cet aérodrome a été capturé par les forces talibanes en 1997 avant d'être repris par l'Armée nationale afghane en août 2004.
Un temps la principale base aérienne la force aérienne afghane, elle est maintenant utilisée par l'ISAF ainsi que pour des vols humanitaires et médicaux.